# Nouvelle forteresse de Navarin

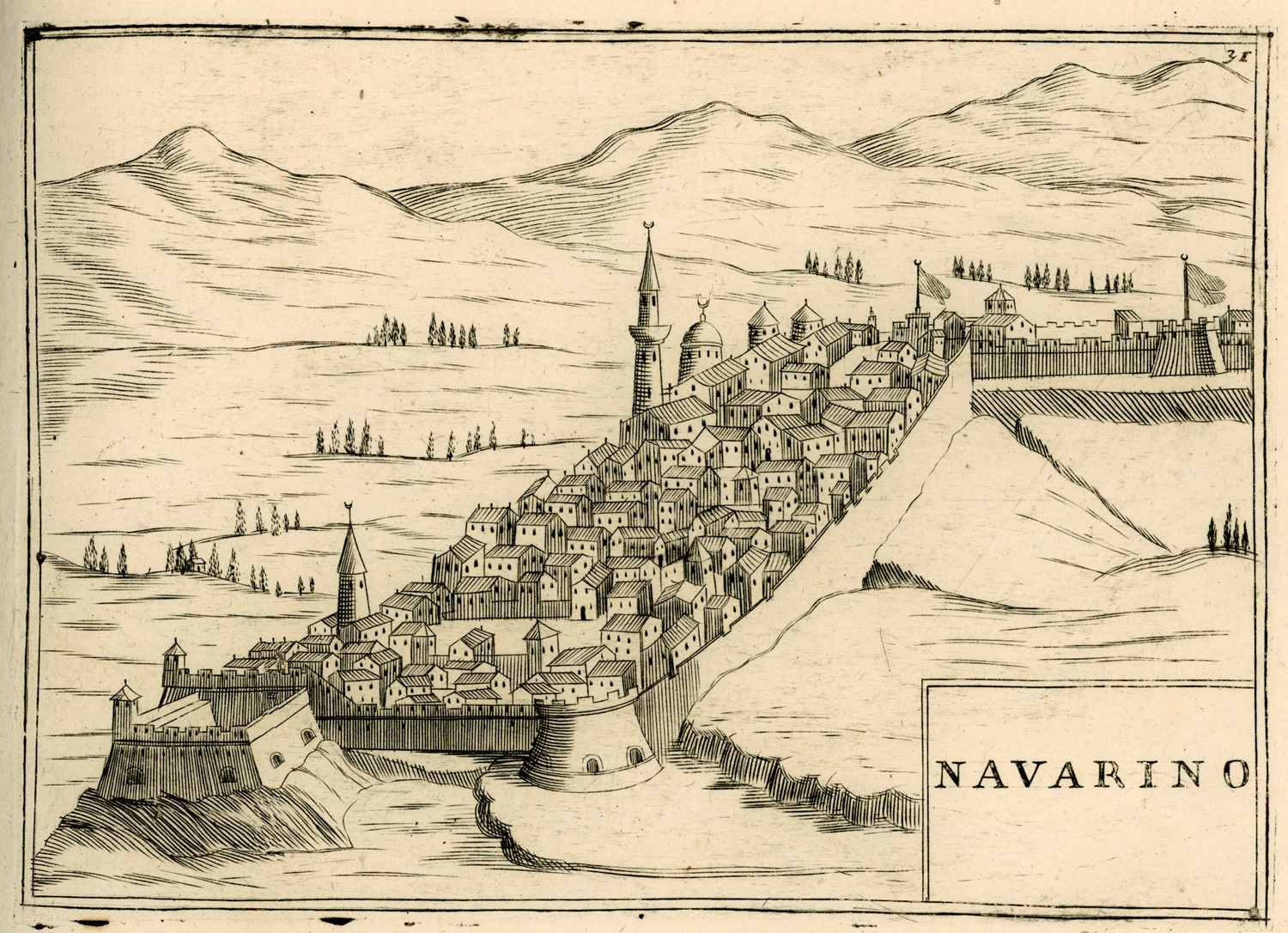
Esquisse de la forteresse et de sa ville par Vincenzo Coronelli, en 1688.

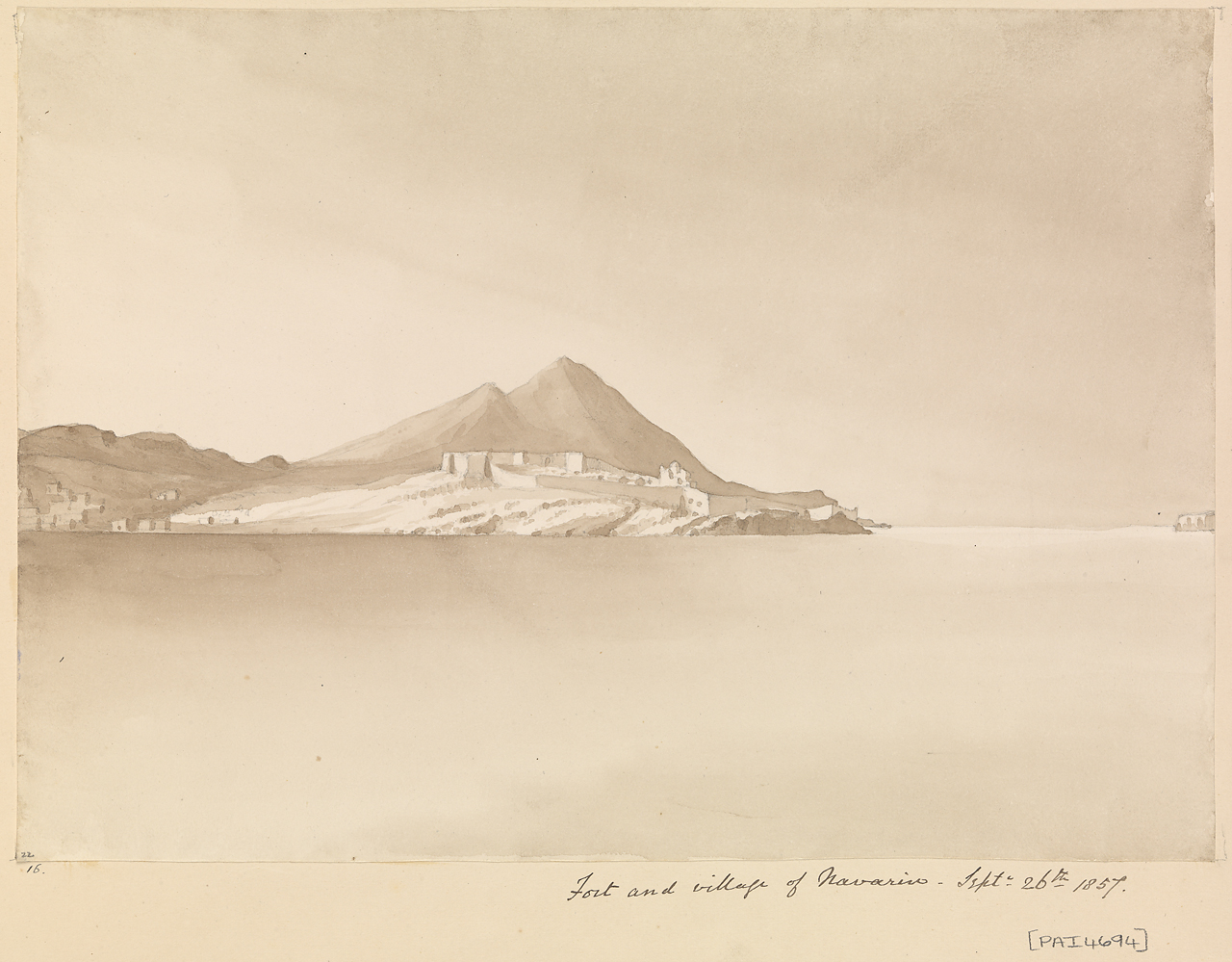
Vue de la forteresse depuis la mer, en 1857.

La nouvelle forteresse de Navarin (grec moderne : Νέο Ναυαρίνο; turc ottoman : Anavarin-i cedid) est une fortification ottomane située près de Pýlos, en Grèce. C'est l'un des deux châteaux qui gardent la baie stratégique de Pýlos, sur laquelle il se trouve. La nouvelle forteresse de Navarin est située à l'entrée sud de la baie, tandis que l'entrée nord est gardée par le château du Vieux-Navarin datant du XIIIe siècle, construit par les Croisés de la principauté d'Achaïe. En juxtaposition avec ce dernier, la nouvelle forteresse de Navarin est souvent désignée simplement sous le nom de Néokastro ou Niókastro (grec moderne : Νεόκαστρο ou Νιόκαστρο, « château-neuf »).

## Historique
La forteresse est construite par le capitan pacha Uluç Ali Reis en 1572/3, peu après la bataille de Lépante. En 1645, Navarin sert de base lors de l'invasion de la Crète pendant les premières phases de la guerre de Crète. Pendant la guerre de Morée, la république de Venise sous le commandement de Francesco Morosini s'empare en 1686 des deux forteresses de Navarin, défendues respectivement par Mustafa Pacha et Djafer Pacha. Comme le reste du Péloponnèse, les forteresses demeurent sous contrôle vénitien jusqu'en 1715, date à laquelle les Ottomans reprennent possession de l'ensemble de la péninsule.
La forteresse est prise par les Russes le 10 avril 1770, pendant la guerre russo-turque de 1768-1774 et la révolution d'Orloff en Grèce, animée par les Russes, après un siège de six jours, et la garnison ottomane est autorisée à évacuer les lieux vers la Crète. Cependant, le contrôle russe de la région est de courte durée : dès le 1er juin 1770, la flotte russe abandonne Navarin, qu'elle détruit en partie, aux mains des Ottomans.
Après le déclenchement de la guerre d'indépendance grecque en mars 1821, les Grecs assiègent la forteresse pendant plusieurs mois. La garnison se rend au cours de la première semaine d'août 1821, après avoir reçu l'assurance d'un passage sûr, mais tous ses membres sont massacrés. La forteresse reste aux mains des Grecs jusqu'à sa capture par Ibrahim Pacha d'Égypte le 11 mai 1825,. La garnison ottomano-égyptienne reste présente dans la forteresse jusqu'à sa reddition aux troupes françaises de l'expédition de Morée sous le commandement du général Nicolas-Joseph Maison en octobre 1828.
En 1830, la ville moderne de Pýlos est fondée en dehors des murs de la forteresse. Le fort est abandonné et sa citadelle sert pendant de nombreuses années comme prison.

## Description
Contrairement au château médiéval du Vieux-Navarin, la nouvelle forteresse de Navarin incorpore les enseignements et avancées technologiques liés à la guerre à la poudre, et suit le style de tracé à l'italienne avec des murs épais et inclinés, et renforcés par des bastions. Les deux bastions les plus importants, le « Septième » (grec moderne : Έβδομο) et celui de « Santa Maria », font face à la mer et couvrent le port. La forteresse comporte également une citadelle, qui est protégée par un fossé sec supplémentaire, six bastions pentagonaux et près de 60 canons. La citadelle est reliée au « Septième » par une longue muraille sud, appelée « Grande Branche » (grec moderne : Μεγάλη Βέργα). L'entrée principale de la forteresse est située au sud-est, par la « Porte Echaudée » (grec moderne : Ζεματίστρα). Seuls des vestiges de l'agglomération subsistent à l'intérieur des murs de la forteresse, à l'exception de la mosquée de la forteresse qui, après l'indépendance grecque, est convertie en une église orthodoxe dédiée à la Transfiguration du Christ.